# Mattha
Mattha (tiếng Bengal: মাঠা, đã Latinh hoá: Māṭhā, tiếng Hindi: मट्ठा, đã Latinh hoá: Maṭṭhā) là một loại đồ uống có nguồn gốc từ tiểu lục địa Ấn Độ, được làm bằng dahi (sữa chua) hoặc sữa bơ trộn với gia vị và đường. Sữa bơ còn được gọi là Mattha ở các bang Bihar, Tripura, Uttar Pradesh và Tây Bengal của Ấn Độ. Các thành phần được thêm vào sữa bơ để làm mattha có thể bao gồm bạc hà, hạt thì là, lá cà ri, muối và đường.